# Wiazje (rejon diedowiczski)
Wiazje (ros. Вязье) – wieś (ros. деревня, trb. dieriewnia) w zachodniej Rosji, w wołosti Wiazjewskaja (osiedle wiejskie) rejonu diedowiczskiego w obwodzie pskowskim. Do 2015 roku była centrum administracyjnym wołosti.

## Geografia
Miejscowość położona jest nad rzeką Szełoń, 9 km od centrum administracyjnego osiedla wiejskiego (Pogostiszcze), 12,5 km od centrum administracyjnego rejonu (Diedowiczi), 91 km od stolicy obwodu (Psków).
W granicach miejscowości znajdują się ulice: Chutorskaja, Lesnaja, Nowaja, Sadowaja, Sirieniewaja, Sportiwnaja, Szkolnaja.

## Demografia
W 2010 r. miejscowość zamieszkiwały 543 osoby.